# Villalmarzo (Parroquia)
Villalmarzo ist eines von acht Parroquias in der Gemeinde El Franco der autonomen Gemeinschaft Asturien in Spanien.

## Geographie
Villalmarzo ist ein Parroquia mit 131 Einwohnern (2011) und einer Fläche von 7,79 km². Es liegt auf 154 msnm. Der Ort liegt 7,5 km vom Hauptort La Caridad der gleichnamigen Gemeinde entfernt.

## Wirtschaft
Die Landwirtschaft prägt seit alters her die Region.

## Klima
Angenehm milde Sommer mit ebenfalls milden, selten strengen Wintern. In den Hochlagen können die Winter durchaus streng werden.

## Sehenswürdigkeiten
- Kirche von Villalmarzo

## Dörfer und Weiler in der Parroquia
- El Llourdal
- Lludeiros
- San Xuyán
- Villalmarzo.